# Malporus formicarius
Malporus formicarius es una especie de coleóptero de la familia Anthicidae.

## Distribución geográfica
Habita en Estados Unidos.